# گنج (فیلم ۲۰۱۵)
گنج (انگلیسی: The Treasure) فیلمی رومانیایی است که در سال ۲۰۱۵ منتشر شد.